# Пшеничных, Андрей Петрович
Андрей Петрович Пшеничных (13 [26] июня 1914 — 5 мая 1992) — участник Великой Отечественной войны, Герой Советского Союза (указ от 5 ноября 1944 года).
В годы Великой Отечественной войны: разведчик 181-го особого разведывательного отряда, Северного флота, старший краснофлотец.

## Биография
Родился 13 (26) июня 1914 года в селе Нижний Икорец (ныне Лискинского района Воронежской области) в крестьянской семье. Русский. Образование начальное. Работал в колхозе, затем кочегаром и литейщиком в паровозном депо города Свобода (с 1943 по 1965 годы и с 1991 года — город Лиски).
В Военно-Морском Флоте в 1936—1938 годах на срочной службе, служил на Северном флоте.
Вторично мобилизован в ВМФ в сентябре 1942 года.
В боях Великой Отечественной войны с ноября 1942 года. Тогда же краснофлотец А. П. Пшеничных зачислен разведчиком в 181-й особый разведывательный отряд Северного флота. Под командованием В. Н. Леонова неоднократно десантировался в тыл противника. Лично захватил несколько пленных. Член ВКП(б)/КПСС с 1942 года.
Разведчик 181-го особого разведывательного отряда Северного флота старший краснофлотец Пшеничных Андрей Петрович отличился в ходе Петсамо-Киркенесской наступательной операции. В составе объединенного разведывательного отряда под общим руководством капитана И. П. Барченко-Емельянова А. П. Пшеничных вместе с командиром отделения С. М. Агафоновым отличился 11-12 октября 1944 года при захвате 2-х артиллерийских батарей (4-х орудийной 88-миллиметровой зенитной и 4-х орудийной 150-миллиметровой) на восточном побережье Печенгского залива (мыс Крестовый), прикрывавших вход во вражеский порт Лиинахамари. Уничтожение батарей противника способствовало прорыву в порт наших катеров с десантом. В этом бою захватил с отделением орудие и открыл из него огонь по другим орудиям врага. Обнаружив подход немецкого подкрепления на шлюпках, вступил с ним в бой и сдерживал противника, пока не подоспели бойцы на помощь.
Указом Президиума Верховного Совета СССР от 5 ноября 1944 года за образцовое выполнение задания командования и проявленные при этом мужество и героизм в боях с немецко-фашистскими захватчиками старшему краснофлотцу Пшеничных Андрею Петровичу присвоено звание Героя Советского Союза с вручением ордена Ленина и медали «Золотая Звезда».
После Победы над гитлеровской Германией А. П. Пшеничных в составе 140-го отдельного разведывательного отряда особого назначения штаба Тихоокеанского флота участвовал в советско-японской войне 1945 года. Проявил героизм в ходе десантной операции в город и порт Сэйсин (Северная Корея), лично уничтожил несколько японских солдат.
В декабре 1945 года старшина 2-й статьи А. П. Пшеничных демобилизован. Работал на рудниках в Казахстане и Киргизии. Жил в городе Чимкент (Казахстан). Скончался 5 мая 1992 года.

## Награды
- Медаль «Золотая Звезда» Героя Советского Союза (медаль № 5055);
- орден Ленина;
- два ордена Красного Знамени;
- орден Отечественной войны 1-й степени;
- орден Отечественной войны 2-й степени;
- медали.

## Память
МКОУ Нижнеикорицкая средняя общеобразовательная школа носит имя А. П. Пшеничных. На здании школы в честь Героя установлена мемориальная доска.
В городе Шымкент есть улица А. П. Пшеничных.
В городе Лиски Воронежской области на Аллее Славы установлен бюст Андрея Пшеничных.